# Иржи Билек
Иржи Билек (на чешки: Jiří Bílek, роден на 4 ноември 1983 в Прага) е чешки футболист, играещ в перводивизионния германски Кайзерслаутерн.

## Кариера
Билек започва да тренира футбол в Спарта (Прага). На 17-годишна възраст футболистат е отдаден под наем на втородивизионния чешки Сполана (Нератовице), за да придобие опит и игрова практика. Така за две години дефанзивният халф изиграва 34 мача и отбелязва 1 гол.
През лятото на 2003 г. Билек преминава в първодивизионния Хмел Блсани, където се утвърждава като титуляр и до края на 2005 г. участва в 66 мача (1 гол).
Следващият отбор на Иржи Билек е Слован Либерец (86 мача/4 гола), където футболистът отива през 2006 г. и става шампион на родината си. В началото на 2009 г. играчът е трансфериран в германския Кайзерслаутерн по препоръка на бившия либеро на отбора от Пфалц Мирослав Кадлец. Дебютът му за лаутерите е едва в 31. кръг срещу Аугсбург под ръководството на временния наставник Алоис Шварц, като футболистът изиграва срещата на добро ниво. Преди това чехът е изваден от първия отбор на „червените“ и играе само при аматьорите поради различия с предшественика на Шварц Милан Шашич. За една от причините за уволнението на Шашич се счита именно пренебрежението му към Билек, който е бил желан играч на изпълнителния директор на Кайзерслаутерн Щефан Кунц.

## Национален отбор
До този момент Билек е записал участия в представителните отбори на Чехия до 20 и 21 години.